# Veitchia joannis
Veitchia joannis är en enhjärtbladig växtart som beskrevs av Hermann Wendland. Veitchia joannis ingår i släktet Veitchia och familjen Arecaceae. IUCN kategoriserar arten globalt som livskraftig.
Artens utbredningsområde är Fiji. Inga underarter finns listade i Catalogue of Life.

## Bildgalleri

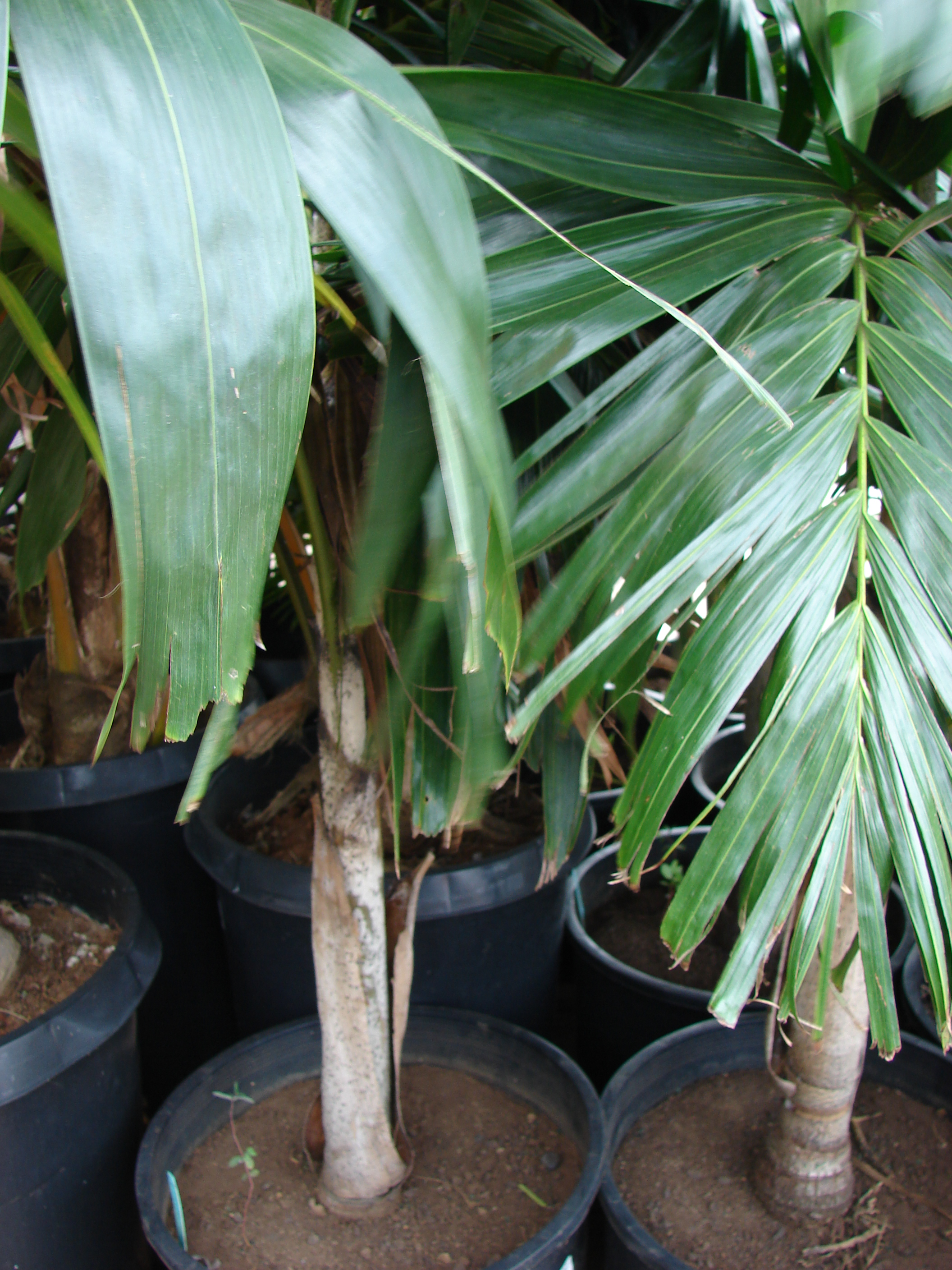